# Sesamstraße präsentiert: Eine Möhre für zwei
Sesamstraße präsentiert: Eine Möhre für zwei ist eine deutsche Fernsehserie für Kinder. Sie ist ein Ableger der bekannten Kinderfernsehsendung Sesamstraße.

## Inhalt
Hauptfiguren der Serie sind das Schaf Wolle (Martin Paas) und sein Freund Pferd (Carsten Morar-Haffke), die beide aus der deutschen Sesamstraße bekannt sind. Wolle und Pferd wohnen in der Serie in einer riesigen Möhre. Weitere Figuren der Serie sind die Schnecke Finchen (Andrea Bongers), der Wolf (Martin Reinl) (beide ebenfalls aus der Sesamstraße bekannt) sowie die Toilette Günni (Robert Missler). In der Serie werden verschiedene Themen kindgerecht behandelt. Beispielsweise lernen Wolle und Pferd verschiedene Berufe (z. B. Arzt oder Polizist), oder auch Gebärdensprache kennen. In einer Folge wird auch das schwierige Thema Tod behandelt.
Am 28. und 29. März 2013 wurde auf KiKA ein Ableger der Serie, Sesamstraße präsentiert: Das Geheimnis der Blumenfabrik ausgestrahlt. 
Es entstanden außerdem noch drei weitere Filme mit dem Namen Der Schatz des Käpt´n Karotte (2015) sowie Die Zeitmaschine (2017) und Alarm im Zirkus (2018). 

## Gastdarsteller
In der ersten Staffel hat Wolke Hegenbarth eine feste Rolle. Weitere Gastdarsteller sind beispielsweise Axel Prahl, Peter Lohmeyer, Sky du Mont, Jan Hofer, Steffen Henssler, Herbert Feuerstein, Wigald Boning und Gustav Peter Wöhler.
In der zweiten Staffel wurde die Gastrolle von Wolke Hegenbarth von Friederike Linke übernommen.

## Ausstrahlung
Die Serie wird auf den Fernsehsendern Das Erste, NDR Fernsehen, SWR Fernsehen und KiKA ausgestrahlt.